# Макаров, Геннадий Михайлович (футболист)
Геннадий Михайлович Макаров (30.10.1932, Пермь — 13 января 2001, Самара) — советский футболист, защитник.
Воспитанник куйбышевского футбола. В 1955 году новый старший тренер «Крыльев Советов» Пётр Бурмистров начал обновлять команду, обратив внимание на местных воспитанников: Владимира Мигалёва, Геннадия Макарова и Анатолия Каменева.
11 сентября 1955 года «Крылья Советов» провели свой первый международный матч со сборной Индии и победили 4:1. Геннадий Макаров отыграл матч полностью.
В сезоне 1956 надежная игра в обороне Макарова и Станислава Кузнецова позволила «Крыльев Советов» вернуться в класс «А». Провёл 20 матчей из 34. В сезоне 1957 года перестал попадать в основной состав, а с приходом нового старшего тренера Александра Абрамова покинул команду.